# Эфнер, Кристоф
Кристоф Ёфнер (род. 12 декабря 1990 года) - немецкий пловец в ластах.

## Карьера
Подводным спортом занимается с 1998 года, тренируется в клубе TC Submarin Pößneck у Лутца Римана.
Двукратный чемпион мира, многократный призёр чемпионатов мира. Трёхкратный призёр чемпионатов Европы.